# 동탄고등학교
동탄고등학교(東灘高等學校)는 대한민국 경기도 화성시 반송동에 있는 공립 고등학교이다.

## 학교 연혁
- 2007년 1월 8일 : 동탄고등학교 설립인가
- 2007년 2월 28일 : 동탄고등학교 신축교사 준공
- 2007년 3월 1일 : 초대 김종찬 교장 부임
- 2007년 3월 5일 : 제1회 입학식(10학급 350명)
- 2007년 6월 5일 : 개교기념식 행사
- 2007년 6월 5일 : 교훈탑 제막식
- 2008년 3월 1일 : 도서관 글빛터 개관
- 2009년 6월 29일 : 급식실 증축 개관식
- 2010년 2월 10일 : 제1회 졸업식(10학급 411명)
- 2012년 3월 1일 : 경기도교육청 지정 교육과정 정책 연구학교(1년)
- 2017년 2월 28일 : 급식실 2차 증축 완료
- 2022년 3월 1일 : 제5대 송주한 교장 취임
- 2023년 12월 29일 : 제15회 졸업식(10학급 306명, 졸업생 누계 5,501명)
- 2024년 3월 4일 : 제18회 입학식(10학급 355명)

## 참고 자료
- 동탄고등학교 - 한국교육학술정보원 학교알리미